# Jakob Göbel
Jakob Göbel (* 20. Februar 1887 in Bad Hersfeld; † 13. Juli 1979) war ein deutscher Politiker (SPD) und ehemaliger Abgeordneter des Hessischen Landtags.

## Ausbildung und Beruf
Jakob Göbel machte nach der Volksschule eine Schuhmacherlehre. Im Ersten Weltkrieg leistete er 1914 bis 1918 Kriegsdienst. Nach dem Krieg war er als selbständiger Landwirt tätig.

## Politik
Jakob Göbel war Mitglied der SPD. Für diese war er drei Wahlperioden lang vom 1. Dezember 1946 bis zum 30. November 1958 Mitglied des Hessischen Landtags. 1954 war er Mitglied der 2. Bundesversammlung.